# Mary Nash

Mary Nash, född Mary Ryan den 15 augusti 1884 i Troy, New York, död 3 december 1976 i Los Angeles, Kalifornien, var en amerikansk skådespelare.
Nash debuterade på Broadway 1905, och medverkade sedan i en rad pjäser där fram till 1932. Nash medverkade även i runt 25 filmer, bland dem två med Shirley Temple.

## Filmografi
- 1936 – Männen från storskogen
- 1937 – Pappa har en väninna
- 1937 – Heidi
- 1939 – Lilla prinsessan
- 1940 – En skön historia
- 1943 – Vi människor
- 1946 – Monsieur Beaucaire
- 1946 – Efter regn kommer solsken